# Like It's Christmas
Like It's Christmas è un singolo del gruppo musicale statunitense Jonas Brothers, pubblicato l'8 novembre 2019.

## Tracce
Testi e musiche di Joe Jonas, Kevin Jonas, Nick Jonas, Annika Wells, Freddy Wexler, Gian Stone e Mr. Candy Cane.
1. Like It's Christmas – 3:20

## Formazione
Musicisti
- Joe Jonas – voce
- Nick Jonas – voce
- Annika Wells – cori
- Donnell Butler – cori
- Freddy Wexler – cori
- Gian Stone – cori, chitarra, tastiera, programmazione
- Jason Evigan – cori, chitarra
- Mike Elizondo – basso, chitarra
- Ben Rice – chitarra
- Jerry Hey – arrangiamento del corno
- Kurt Thum – tastiera
- Nick Blount – tastiera
- Daniel Higgins – sassofono
- Gary Grant – tromba
- Wayne Bergeron – tromba
- Bill Reichenbach – trombone

Produzione
- Ryan Tedder – produzione esecutiva, produzione
- Gian Stone – produzione, produzione vocale, ingegneria del suono
- Freddy Wexler – co-produzione, produzione vocale
- Jason Evigan – co-produzione, produzione vocale
- Mike Elizondo – co-produzione
- Andrew Hey – ingegneria del suono
- Ben Rice – ingegneria del suono
- Lionel Crasta – ingegneria del suono
- Rafael Fadul – ingegneria del suono
- Randy Merrill – mastering
- Șerban Ghenea – missaggio
- John Hanes – assistenza al missaggio

## Classifiche
| Classifica (2019-24) | Posizione massima |
| -------------------- | ----------------- |
| Australia            | 47                |
| Austria              | 30                |
| Belgio (Fiandre)     | 68                |
| Belgio (Vallonia)    | 86                |
| Canada               | 60                |
| Corea del Sud        | 97                |
| Croazia              | 36                |
| Germania             | 33                |
| Irlanda              | 47                |
| Lituania             | 69                |
| Paesi Bassi          | 83                |
| Polonia              | 48                |
| Portogallo           | 196               |
| Regno Unito          | 53                |
| Slovacchia           | 72                |
| Stati Uniti          | 43                |
| Svezia               | 61                |
| Svizzera             | 38                |
| Ungheria             | 26                |